# Втеча з курника
«Втеча з курника» (англ. «Chicken Run») — мультфільм в жанрі пластилінової анімації. Знятий у 2000 році в США на студії «Aardman Animations»; тривалість — 84 хв, режисери: Пітер Лорд, Нік Парк.
Перший повнометражний фільм «Aardman Animations». Пародіює знаменитий фільм «Велика втеча» (1963), де замість військовополонених — кури. Понад 350 сцен було зроблено за допомогою комп'ютерної графіки, на Digital Lab відсортували та обробили 160 тисяч кадрів.

## Сюжет
У Йоркширі після Другої світової війни зграя курей живе на фермі. Цією фермою керують жорстока місис Твіді та її чоловік, містер Твіді, які отримують прибутки з продажу курячих яєць, а курей, що погано несуться, вбивають і з'їдають. Курка Джинджер постійно вигадує нові способи втекти, але вони всі виявляються невдалі. Двоє щурів, Нік і Фетчер, допомагають курям у обмін на зерно, а за більші послуги хочуть яєць. Містер Твіді слідкує за курми та намагається розповісти дружині про їхні плани, але місис Твіді ніколи йому не вірить.
Одного разу вночі Джинджер бачить як над курниками летить півень. Він падає на фермі та представляється як американський півень Рокі Роудс. Джинджер сподівається, що Рокі навчить курей літати, як він. У півня зламане крило, проте він, побачивши захват курей, обіцяє їм, що навчить літати. Джинджер невдовзі розуміє, що Рокі втік із цирку, але той просить не розповідати правду, а решті курей каже, буцімто він вільний мандрівник. Рокі тренує курей, насолоджуючись їхньою увагою, на невдоволення місцевого старого півня Фаулера. Нік і Фетчер спостерігають за цим, кепкуючи з намагань курей почати літати.
Місис Твіді, невдоволена малими прибутками, замовляє машину, що виготовляє з курей пироги. Вона відгодовує курей, які не розуміють, що їх готують до забою. Після того, як Джинджер і Роккі посварилися, Роккі влаштовує танцювальну вечірку для підняття морального духу, під час якої виявляється, що його крило вилікувалося. Джинджер наполягає на тому, щоб він продемонстрував політ наступного дня, але містер Твіді закінчує збирати машину й проводить тестовий запуск. Містер Твіді кидає Джинджер до машини, Роккі рятує її та ламає машину, виграючи час, щоб попередити курей і спланувати втечу з ферми. Фаулер хвалить Рокі та дарує йому значок військово-повітряних сил, де служив у молодості.
Наступного дня Джинджер виявляє, що Роккі пішов, залишивши частину плаката, з якого стає зрозуміло, що він не вміє літати, а ним лише вистрілювали з циркової гармати. Коли Фаулер намагається заспокоїти курей, Джинджер пригадує, що він служив у військово-повітряних силах. Фаулер зізнається, що був лише талісманом, але в нього є зображення літака і Джинджер придумує збудувати власний літак.
Містер Твіді в той час лагодить машину для приготування пирогів. Місис Твіді наказує йому зібрати всіх курей для перероблення, але кури разом накидаються на містера Твіді та зв'язують його. Фаулер командує літаком, який рухається курми зсередини. Нік і Фетчер приєднуються до втечі.
Тим часом Рокі натрапляє на рекламний щит із рекламою курячих пирогів місис Твіді та повертається на ферму через почуття провини за те, що покинув курей. Містер Твіді вибирається на злітну смугу та перекидає трамплін, без якого літак не зможе перелетіти огорожу. Джинджер вистрибує з літака, щоб поставити трамплін на місце, коли її намагається зарубати місис Твіді. Рокі прибуває на допомогу і вдвох вони лагодять трамплін, а потім залазять до літака по гірлянді, що зачепилася за нього. Але скоро виявляється, що місис Твіді теж вхопилася за гірлянду. Джинджер ухиляється від удару сокири, який розтинає гірлянду і місис Твіді падає в машину для приготування пирогів. Містер Твіді вирішує не втручатися і машина вибухає. Містер і місис Твіді лишаються на руїнах цеху.
Джинджер і Рокі цілуються, кури летять до острова, де й оселяються. Фаулер за якийсь час розповідає вилупленим на волі курчатам про втечу з курника. Нік і Фетчер ставлять на острові знак «курячий заповідник» і мріють заснувати власну ферму. Проте вони не можуть дійти згоди з чого почати: з курки чи з яйця.

## Актори озвучення
- Джулія Савалха — Джинджер, непокірна молода курка, що має намір врятувати своїх друзів від вірної смерті.
- Мел Гібсон — Роккі Роудс, американський цирковий півень, який випадково потрапив до курника. Він любовний інтерес Джинджер.
- Міранда Річардсон — місис Меліша Твіді, зла та жадібна власниця ферми.
- Тоні Гейгарт — містер Віллард Твіді, чоловік місис Твіді. Попри безхарактерність, він краще за дружину розуміє, що насправді відбувається на фермі.
- Бенджамін Вітроу — Фаулер, завзятий старий півень, який постійно розповідає про свою службу в Королівських ВПС.
- Тімоті Сполл — Нік, цинічний кремезний щур, контрабандист, який доставляє курам різні речі.
- Філ Деніелс — Фетчер, нерозумний напарник Ніка.
- Джейн Горрокс — Бабс, огрядна та наївна курка, що любить в'язати.
- Імельда Стонтон — Банті, курка-чемпіонка за несучістю, що скептично ставиться до планів втечі Джинджер.
- Лінн Фергюсон — Мак, кмітлива та начитана шотландська помічниця Джинджер.